# Тверской мост (Колпино)
Тверско́й мост — автодорожный железобетонный рамный мост через Комсомольский канал в городе Колпино (Колпинский район Санкт-Петербурга).

## Расположение

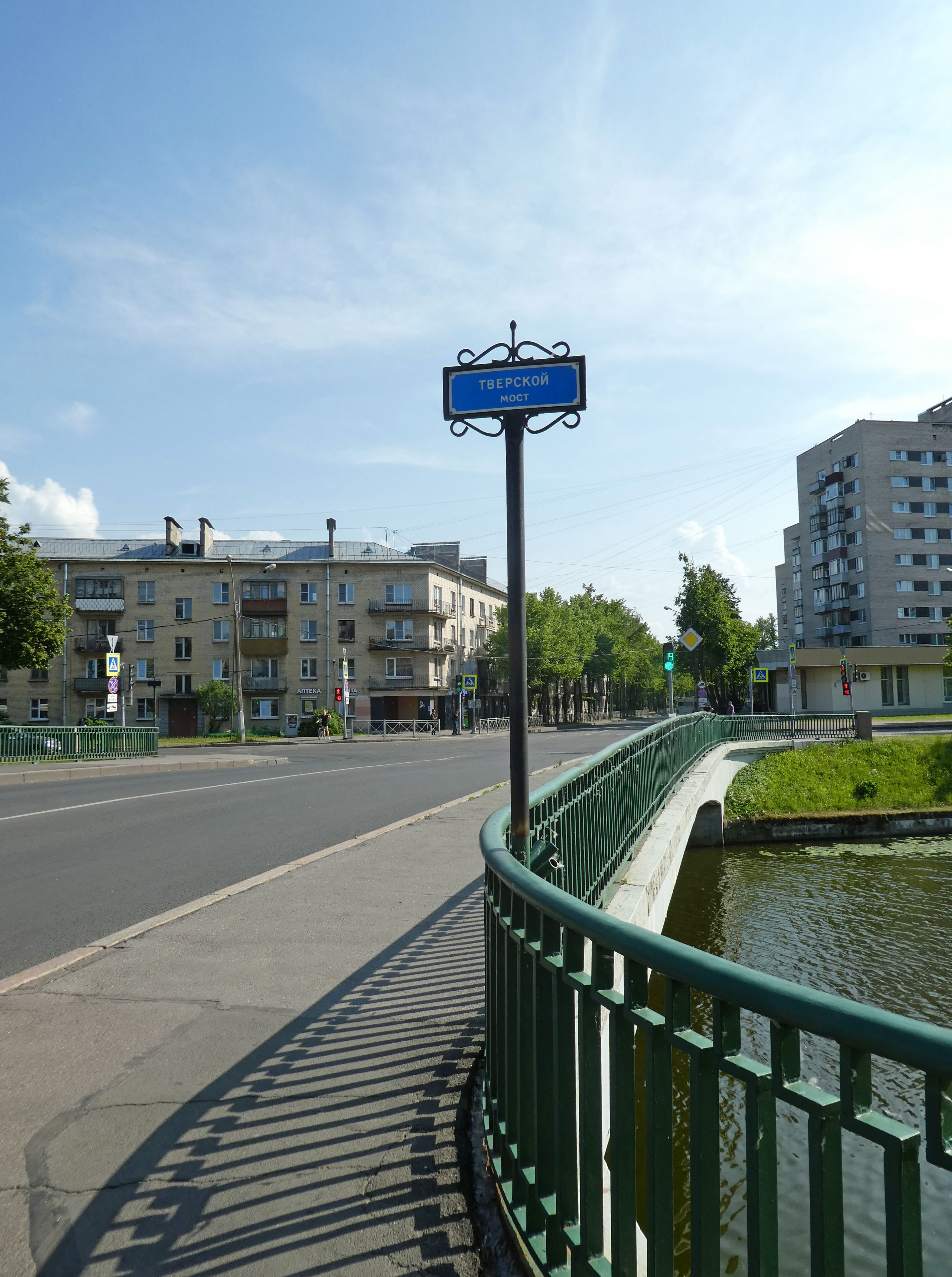
Ограждение и табличка с названием моста

Соединяет Банковский переулок и Тверскую улицу.
Выше по течению находится Думский мост, ниже — Харламов мост.

## Название
По воспоминаниям местных жителей пешеходный мост, существовавший до 1940-х годов, назывался Синим или Синеньким. В советское время мост не имел названия (существовало неофициальное название Банковский мост, по наименованию Банковского переулка). Современное название мост получил 20 июля 2012 года по расположенной рядом Тверской улице.

## История
В 1898 году несколько выше современной Тверской улицы был построен деревянный пешеходный мост. Средства на сооружение моста были собраны через добровольные пожертвования. Мост существовал до 1920-х годов, в 1934 году был восстановлен. На картах 1951 года мост уже не обозначен — вероятнее всего, он был разрушен во время войны и уже не восстанавливался.
Существующий железобетонный мост был построен в 1969 году по проекту инженера института «Ленгипроинжпроект» А. Д. Гутцайта. Строительство осуществляло СУ-2 треста «Ленмостострой» (главный инженер управления О. А. Розов, начальник участка В. К. Кириллов, прораб Л. А. Лобанов). Торжественное открытие моста состоялось 6 ноября 1969 года, это был первый в городе железобетонный мост.

## Конструкция
Мост однопролётный, железобетонный, рамный (трехшарнирная рама). Ригель рамы выполнен из сборных железобетонных двутавровых балок заводского изготовления, омоноличенных с «ногами» рамы. Балки-консоли смыкаются в середине пролёта посредством несовершенного шарнира. Шарниры устроены также и в основании «ног» рамы. По верху балки объединены железобетонной плитой проезжей части. «Ноги» рамы выполнены из монолитного железобетона на свайном основании. Общая длина моста составляет 32,3 м, ширина моста — 18 м (в том числе два тротуара по 3,1 м).
Мост предназначен для движения автотранспорта и пешеходов. Проезжая часть моста включает в себя 2 полосы для движения автотранспорта. Покрытие проезжей части и тротуаров — асфальтобетон. Тротуары на мосту устроены в повышенном уровне, ограждения тротуаров от проезжей части отсутствуют. Перильное ограждение на мосту из чугунных литых секций простого рисунка, завершается на устоях гранитными тумбами. 